# Sinaí, Yajalón
Sinaí är en ort i Mexiko.   Den ligger i kommunen Yajalón och delstaten Chiapas, i den sydöstra delen av landet, 800 km öster om huvudstaden Mexico City. Sinaí ligger 1 169 meter över havet och antalet invånare är 151.
Terrängen runt Sinaí är kuperad åt sydväst, men åt nordost är den bergig. Runt Sinaí är det ganska tätbefolkat, med 56 invånare per kvadratkilometer. Närmaste större samhälle är Yajalón, 2,1 km nordost om Sinaí. I omgivningarna runt Sinaí växer i huvudsak städsegrön lövskog.